# ザ・ローリング・ストーンズ・ナウ!
『ザ・ローリング・ストーンズ・ナウ!』(The Rolling Stones, Now!)は、ローリング・ストーンズのアメリカに於ける3作目のオリジナル・アルバム。1965年にロンドン・レコードからリリースされた。

## 解説
本作は、イギリスでのセカンド・アルバム『ザ・ローリング・ストーンズ No.2』からの7曲と、シングル・リリースされた「ハート・オブ・ストーン」、イギリスでのNo.1シングル「リトル・レッド・ルースター」、イギリスでのデビュー・アルバム『ザ・ローリング・ストーンズ』にのみ収録されていた「愛しのモナ」、そして本作で初登場となる「オー・ベイビー」、「サプライズ・サプライズ」を加えた全12曲が収録されている。本作ではジャガー/リチャード名義のグループのオリジナル曲が4曲収録された。本作でも前2作同様モノラル、ステレオの2バージョンでのリリースとなったが、リイシューでは「ハート・オブ・ストーン」、「ホワット・ア・シェイム」、「ダウン・ザ・ロード・アピース」の3曲がステレオ、それ以外がモノラルで収録されている。本作は全米ビルボードのチャート5位に到達し、ゴールド・ディスクを獲得した。
2002年8月に本作はアブコ・レコードよりリマスターされた上で、SACDとのハイブリッドCDとしてデジパック仕様で再発された。2006年3月には紙ジャケットで再発売された。
『ローリング・ストーン誌が選ぶオールタイム・ベストアルバム500』に於いて、180位にランクイン。

## 収録曲

### SIDE A
1. エヴリバディ・ニーズ・サムバディ・トゥ・ラヴ - Everybody Needs Somebody To Love (Solomon Burke/Bert Russell/Jerry Wexler) 2:58
  - 『ザ・ローリング・ストーンズ No.2』には5分に及ぶテイクが収録されていたが、本作では3分程度のバージョンが収録された。本作の旧リイシューCDにはそのロング・バージョンの方が採用されたが、2002年のリマスターCDで本来のショート・バージョンが採用された。そのため、現在ではロング・バージョンの方がレア・トラックとなっている。
2. ダウン・ホーム・ガール - Down Home Girl (Jerry Leiber/Arthur Butler) 4:12
3. ユー・キャント・キャッチ・ミー - You Can't Catch Me (Chuck Berry) 3:39
4. ハート・オブ・ストーン - Heart Of Stone (Mick Jagger/ Keith Richards) 2:49
  - アメリカで5枚目のシングルとしてリリースされ、19位にランクイン[3]。
5. ホワット・ア・シェイム - What A Shame (Mick Jagger/Keith Richards) 3:05
  - シングル「ハート・オブ・ストーン」のB面曲。
6. 愛しのモナ - I Need You Baby (Mona) (Ellas McDaniel) 3:35

### SIDE B
1. ダウン・ザ・ロード・アピース - Down The Road Apiece (Don Raye) 2:55
2. オフ・ザ・フック - Off The Hook (Mick Jagger/Keith Richards) 2:34
  - イギリスではシングル「リトル・レッド・ルースター」のB面にも収録された。
3. ペイン・イン・マイ・ハート - Pain In My Heart (Naomi Neville) 2:12
4. オー・ベイビー - Oh Baby (We Got A Good Thing Goin') (Barbara Lynn Ozen) 2:08
5. リトル・レッド・ルースター - Little Red Rooster (Willie Dixon) 3:05
6. サプライズ、サプライズ - Surprise, Surprise (Mick Jagger/Keith Richards) 2:31
  - イギリスではデッカ・レコードのオムニバスLP「FOURTEEN」で発表され、1971年のシングル「ストリート・ファイティング・マン」のB面に収録された。LPには1973年の「No Stone Unturned」まで収録されなかった。

## 参加ミュージシャン
ローリング・ストーンズ
- ミック・ジャガー - リード＆バッキングボーカル、ハーモニカ（#2、#5）、タンブリン（#1、#12）、マラカス（#6）
- キース・リチャーズ - ギター、バッキングボーカル
- ブライアン・ジョーンズ - ギター、スライドギター（#11）、ハーモニカ（#11）、タンブリン（#6）
- ビル・ワイマン - ベース
- チャーリー・ワッツ - ドラムス、パーカッション

ゲスト・ミュージシャン
- イアン・スチュワート - ピアノ（#1、#5、#7、#10）
- ジャック・ニッチェ - ピアノ（#2、#4、#9）、タンブリン（#4）、サウンドエフェクト（#9）